# ريتشارد هاريس (كاتب)
ريتشارد هاريس (بالإنجليزية: Richard Harris)‏ هو كاتب سيناريو بريطاني، ولد في 1934 في لندن في المملكة المتحدة.

## وصلات خارجية
- ريتشارد هاريس على موقع IMDb (الإنجليزية)
- ريتشارد هاريس على موقع قاعدة بيانات برودواي على الإنترنت (الإنجليزية)
- ريتشارد هاريس على موقع قاعدة بيانات الفيلم (الإنجليزية)